# Большая Сатка
Больша́я Са́тка — река на Южном Урале в западной части Челябинской области, левый приток реки Ай. Протекает по Саткинскому и Кусинскому районам.

## История

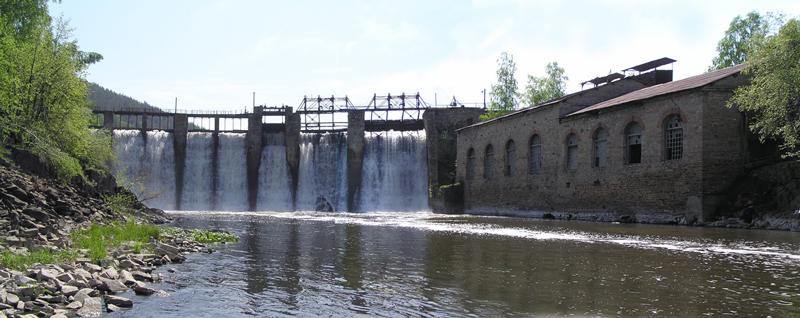
Плотина «Пороги»

В 1910 году на Большой Сатке построена плотина с ГЭС, одной из первых в России и работающей до сих пор. Это место впоследствии получило название Пороги, так же, как и близлежащий посёлок.
Часть реки от посёлка Пороги до устья была признана памятником природы гидрологического типа в 1985 году, в 2008 году этот статус утратила.
В период с 20 по 23 октября 2006 года в ходе выполнения строительных работ произошла авария на действующем магистральном нефтепроводе «Туймазы — Омск — Новосибирск». В результате разлилось около 400 тонн нефти. Площадь загрязнения почвы составила около 3 тысяч квадратных метров, пятно на реке — 2,5 тысячи квадратных метров, общая зона разлива нефти — около 5,5 тысяч квадратных метров, в том числе около 2,5 тысячи — на берегу реки Большая Сатка.

## География и гидрология
Длина реки — 88 км, площадь водосборного бассейна — 1340 км². Уклон составляет 5 м/км. Долина реки имеет ширину примерно 1 км. Пойма двусторонняя, не обладает симметрией, местами прерывается, заросла луговой и кустарниковой растительностью, местами болотистая. Русло в умеренной степени извилистое, разветвляющееся, максимальная ширина достигает 30 м. Берега отличаются крутостью, обильны камнями, высота 1—2 м. Глубина реки 0,1—1 м, в некоторых местах может достигать до 3,5 м. на глубоких участках русла, плёсах, течёт со скоростью 0,2— 0,4 м/с, на менее глубоких, перекатах, быстрее, 0,6—1,6 м/с, в местах с большими уклонами поверхности достигает 2—3,5 м/с, а во время паводков и период половодья — в несколько раз быстрее. Половодье относительно низкое, начинается в начале-середине апреля и заканчивается в середине — конце следующего месяца, мая. Межени летом мешают попуски воды из водохранилищ и дождевое питание. Среднегодовой расход воды за многолетний период по измерениям и данным. полученным у Сатки, составил 8,1 м3/с, в месте впадения в Ай 9,4 м3/с.
Большая Сатка берёт начало из заповедного озера Зюраткуль на Южном Урале у посёлка Зюраткуль. Сперва течёт в северо-восточном направлении. Первый поворот берёт недалеко от посёлка Магнитский, после чего меняет направление и течёт на юго-запад и запад, немало раз изгибаясь. У Сатки протекает через пруд, затем через сам город. Дальше тянется какое-то время параллельно железной дороге, которую затем несколько раз пересекает. Впадает в реку Ай близ деревни Асылгужино и границы Челябинской области с Башкортостаном на высоте 282 метра над уровнем моря. По ходу течения реку питает множество ручьёв. В реку впадают 5 крупных и 107 мелких притоков, общая длина которых — 325 км. Крупнейший приток — Малая Сатка впадает слева в 51 км от устья. Сатка перегорожена в двух местах плотинами: Саткинской и Пороги. 
На реке расположены от истока к устью посёлок Зюраткуль, посёлок Магнитский, посёлок Мраморный, город Сатка, посёлок Нижняя Сатка, село Романовка, посёлки Пороги и Постройки.

## Крупные притоки
(указано расстояние от устья)
- 23 км: Первая Белая
- 24 км: Большой Бердяуш
- 48 км: Первая
- 51 км: Малая Сатка
- 56 км: Чёрная

## Данные водного реестра
По данным государственного водного реестра России и геоинформационной системы водохозяйственного районирования территории РФ, подготовленной Федеральным агентством водных ресурсов относится к Камскому бассейновому округу, водохозяйственный участок реки — Ай, речной подбассейн реки — Белая. Речной бассейн реки — Кама.
Код объекта в государственном водном реестре — 10010201012111100021849.